# Firelight
Ne doit pas être confondu avec Firelight, le lien secret.
Pour plus de détails, voir Fiche technique et Distribution.
Firelight, sorti en 1964, est le premier long-métrage du réalisateur américain Steven Spielberg, alors âgé de dix-sept ans. Le film est diffusé une seule et unique fois dans un cinéma local des États-Unis, devant 500 spectateurs.
Firelight est un film de science-fiction mettant en scène un groupe de scientifiques qui enquête sur des phénomènes étranges survenus dans la ville fictive américaine de Freeport dans l'Arizona.

## Synopsis
Un groupe de scientifiques — en particulier Tony Karcher et Howard Richards — enquête sur une série de lumières dans le ciel et sur la disparition de personnes, d'animaux et d'objets à Freeport (ville fictive), dans l'Arizona. Il s'agit en fait d'enlèvements par des extraterrestres. Parmi les victimes, figurent un chien, une unité de soldats et une jeune fille, Lisa, dont l'enlèvement cause une crise cardiaque à sa mère.

## Fiche technique
- Réalisation, scénario, montage et musique : Steven Spielberg
- Interprétation de la musique : Arcadia High School Band
- Production : Arnold Spielberg, Anne Spielberg et Leah Spielberg
- Budget : 500 $
- Pays de production :  États-Unis
- Langue originale : anglais
- Format : Super 8
- Date de sortie :
  - États-Unis : 24 mars 1964 (projection unique)

## Distribution
Beaucoup des acteurs de Firelight viennent de l'Arcadia High school productions. La sœur de Spielberg obtient un second rôle.
- Clark Lohr : Howard Richards
- Carolyn Owen : la mère de Lisa
- Robert Robyn : Tony Karcher
- Nancy Spielberg : Lisa
- Beth Weber : Debbie
- Margaret Peyou : Helen Richards
- Warner Marshall : un soldat
- Dede Pisani : le petit ami
- Tina Lanser : la domestique
- Chuck Case : l'adolescent

## Commentaires
Âgé de seulement 17 ans, Steven Spielberg réalise le film pour un budget de cinq cents dollars américains. Le film peut être considéré comme son premier succès commercial du fait qu'il engrange un bénéfice d'un dollar. « J'ai compté les recettes de cette nuit-là : nous avions facturé un dollar par billet. Cinq cents personnes sont venues pour le film et je crois que quelqu'un a probablement payé deux dollars, car nous avons fait un profit d'un dollar cette nuit-là[source insuffisante]. »
Spielberg, qui fait preuve d'une grande maturité à l'adolescence, inclut la discorde conjugale entre Karcher et son épouse Debbie, ainsi que la quête obsessionnelle de Richards pour convaincre la CIA que la vie extraterrestre existe. La fin révèle que les extraterrestres, représentés par trois ombres, dévoilent leur but : le transport d'êtres humains, depuis Freeport jusqu'à leur planète, Altaris, afin d'y créer un zoo humain.

## Autour du Film
- Ce film est, contrairement aux croyances populaires, le premier vrai long-métrage de Steven Spielberg (et non pas Duel ou encore Sugarland Express qui sont sortis sept et dix ans après). Les suivants peuvent toutefois être considérés comme ses premiers longs métrages professionnels.
- Le film est complètement tourné en Super 8, ce qui n'est pas anodin, car une bobine ne dure que trois minutes. Il y a donc eu besoin d'utiliser environ 370 bobines de films.

## Production
Le film est tourné les soirs et les week-ends. Beaucoup de scènes sont filmées chez Spielberg et à côté de son garage.
Spielberg compose lui-même la musique pour Firelight, sa première bande-originale, avec sa clarinette. La mère de Spielberg, pianiste, transpose la musique au piano. L'Arcadia High School Band enregistre la musique.